# Jessica Hardy
Jessica Hardy (Orange, Kalifornia, 1987. március 12. –) amerikai úszónő. Mellúszásban és gyorsúszásban versenyez. A 2012. évi nyári olimpiai játékokon a női 4 × 100 méteres vegyesváltó tagjaként aranyérmes lett, a női 4 × 100 gyorsváltóval pedig bronzérmet szerzett. Nemzetközi világeseményekről (olimpiai játékok, világbajnokság, Pan Pacific-bajnokság) összesen 28 érme van (14 arany, 9 ezüst, 5 bronz).

## Pályafutása
A Kaliforniai Egyetem diákja volt. 2004-ben és 2005-ben az év úszójának választották. 2013-ban feleségül ment Dominik Meichtry svájci úszóhoz, akitől 2018-ban fia született.
A 2008-as olimpia előtt pozitív lett a doppingtesztje, ezért két évre eltiltották a versenyzéstől. 2009-ben azonban visszatérhetett, ebben az évben pedig megdöntötte Julija Jefimova 50 méteres mellúszás-világcsúcsát (29,95 másodperc), ezzel ő lett az első nő aki fél percen belől tudta leúszni ezt a távot. Később a 100 méteres mellúszás világrekordját is lefaragta 1:04,45-re, valamint saját 50 méteres legjobbját is megjavította, ezúttal 29,80-ra.